# Axonopus chrysostachyus
Axonopus chrysostachyus là một loài thực vật có hoa trong họ Hòa thảo. Loài này được (Schrad.) Pilg. mô tả khoa học đầu tiên năm 1940.